# Animal Crossing: Let’s Go to the City
Animal Crossing: Let’s Go to the City, znane także jako Animal Crossing: City Folk – gra komputerowa z serii Animal Crossing wyprodukowana i wydana w 2008 roku przez Nintendo na platformę Wii.

## Rozgrywka
W grze gracz zamieszkuje w mieście zamieszkanym przez antropomorficzne zwierzęta. Gracz ma możliwość łowienia ryb, uzupełniania eksponatów w muzeum czy pomagania innym mieszkańcom miasta.
Gra wspiera rozgrywkę wieloosobową za pomocą Nintendo Wi-Fi Connection oraz WiiConnect24. Animal Crossing: Let’s Go to the City jest pierwszą grą, która wspiera akcesorium Wii Speak.

## Produkcja
Kolejną grę z serii Animal Crossing, zatytułowaną Animal Crossing: City Folk, zapowiedziano podczas E3 2008. Później poinformowano o zmianie tytułu gry w Europie i Australii na Animal Crossing: Let’s Go to the City.
Gra została wydana na konsolę Wii 16 listopada 2008 w Stanach Zjednoczonych, 20 listopada 2008 w Japonii, 4 grudnia 2008 w Australii oraz 5 grudnia 2008 w Europie.

## Odbiór
Gra była krytykowana za zbytnie podobieństwo do Animal Crossing: Wild World. Craig Harris z IGN stwierdził, że gra została stworzona dla graczy, którzy nie grali w poprzednie dwie gry z serii. Mike Gamin z Nintendo World Report stwierdził natomiast, że City Folk to ulepszony port gry z Nintendo DS.